# (19290) Schroeder
(19290) Schroeder (1996 JR1) – planetoida z pasa głównego asteroid okrążająca Słońce w ciągu 3,46 lat w średniej odległości 2,29 j.a. Odkryta 15 maja 1996 roku.